# Fédération de Nouvelle-Zélande de basket-ball
La Fédération de Nouvelle-Zélande de basket-ball (Basketball New Zealand) est une association, fondée en 1951, chargée d'organiser, de diriger et de développer le basket-ball en Nouvelle-Zélande.
La Fédération représente le basket-ball auprès des pouvoirs publics ainsi qu'auprès des organismes sportifs nationaux et internationaux et, à ce titre, la Nouvelle-Zélande dans les compétitions internationales. Elle défend également les intérêts moraux et matériels du basket-ball néo-zélandais. Elle est affiliée à la FIBA depuis 1951, ainsi qu'à la FIBA Océanie.
La Fédération organise également la ligue professionnelle masculine (National Basketball League).